# Kucie na gorąco

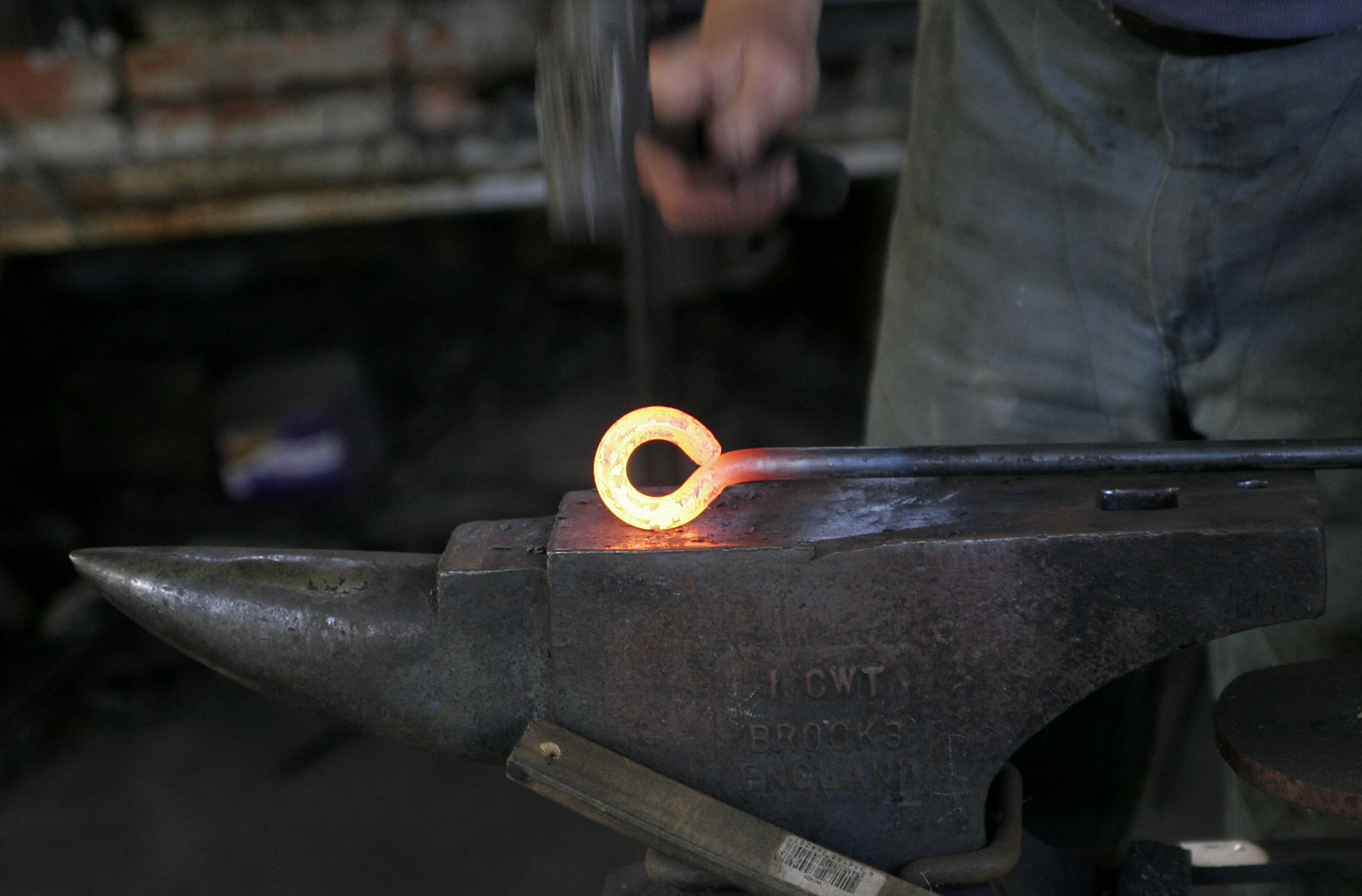
Kucie na gorąco

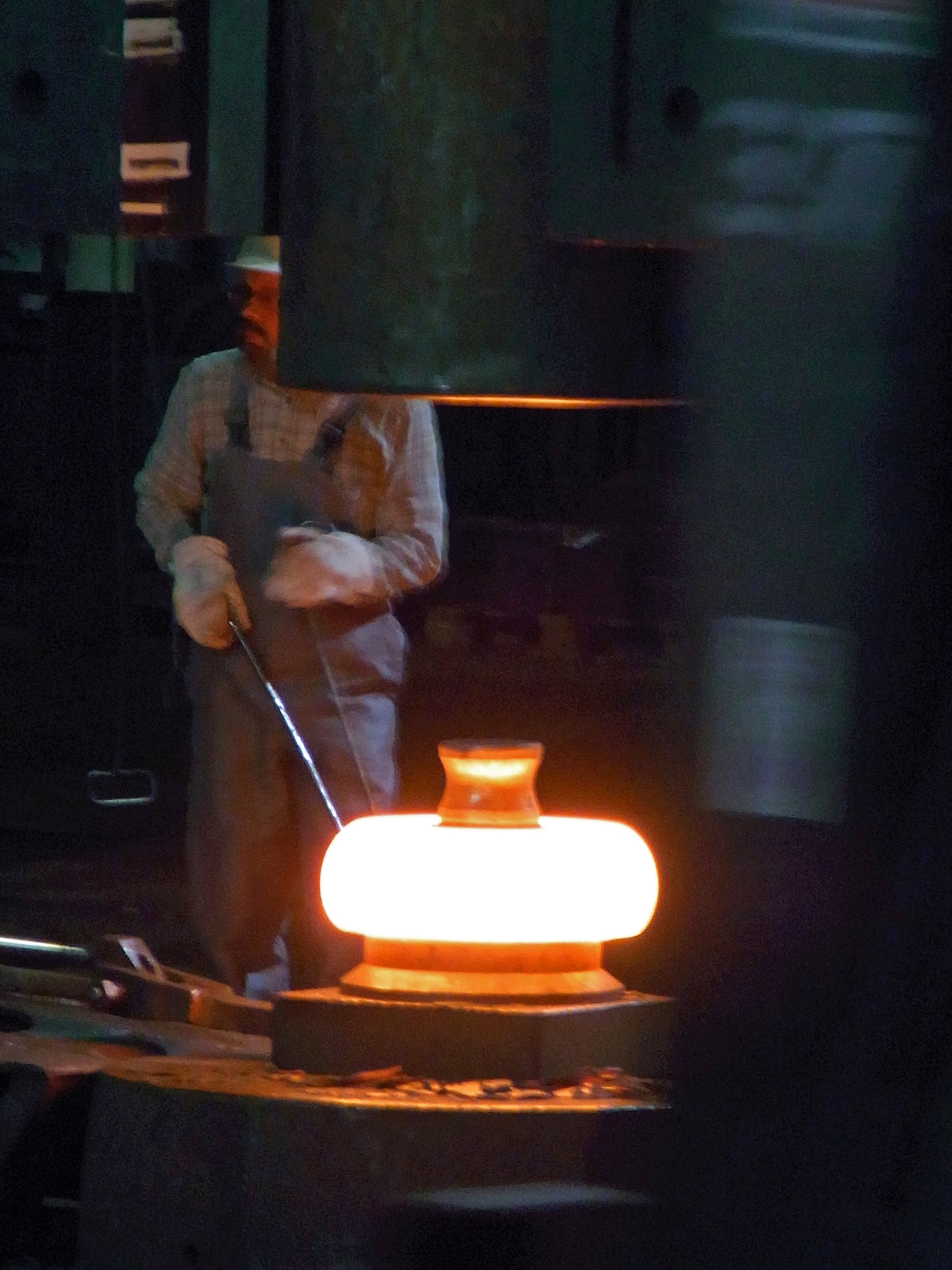
Kucie na gorąco - przebijanie otworu

Kucie na gorąco – proces technologiczny, metoda obróbki plastycznej metali na gorąco, jedna z odmian kucia, gdzie obrabiany przedmiot jest podgrzewany do około 75% temperatury topnienia. W odróżnieniu od kucia na zimno w metodzie tej odkształcenie plastyczne osiągane jest w temperaturze wyższej od temperatury rekrystalizacji. W trakcie kucia na gorąco odbywa się kształtowanie materiału wraz ze zmianą własności fizykochemicznych, struktury i gładkości powierzchni. Metoda kucia na gorąco wykorzystywana jest przy obróbce ręcznej i mechanicznej, zarówno w kuciu swobodnym, jak i matrycowym.

## Cechy
- równomierna mikrostruktura[4],
- usunięta pasmowość mikrostruktury[4],
- umocnienie metalu w procesie kształtowania jest tracone w całości podczas rekrystalizacji[4].

## Zastosowanie
Kucie na gorąco wykorzystuje się w produkcji elementów, od których jest wymagana wysoka wytrzymałość. 
Metodę tę wykorzystuje się najczęściej przy produkcji przemysłowej:
- uchwytów wagonowych,
- kluczy do kół,
- śruby i nakrętki o podwyższonej wytrzymałości,
- elementów złącz szyn kolejowych,

oraz wszelkie elementy wykonywane w ramach kowalstwa artystycznego.